# 隼艇
隼艇は日本海軍の魚雷艇の一種。
1942年（昭和17年）後半より始まったソロモン方面での戦いにおいて米軍は多数の魚雷艇（PTボート）を投入し、基本的には非武装の大発や内火艇で構成された日本の舟艇部隊は活動を大きく制約されることとなった。そのため舟艇を護衛するための艦艇が要望され、既存の魚雷艇から魚雷兵装を撤去して機銃を増備した快速艇が誕生した。このようなタイプの魚雷艇を日本海軍では隼艇と称した。
尚、当時の分類は魚雷艇とされるが、現在では魚雷兵装がないことから砲艇に分類することもある。

## 各型
H-1（1号隼型）
H-2（2号隼型）
H-2はH-1を元に横須賀で1943年（昭和18年）から翌年に建造された。同型艇は2号隼艇~9号隼艇。MAS艇は木製船体だったが鋼製とし、ほぼ同じ大きさの船体を建造、エンジンは当時入手可能で最大の馬力を持つ航空機用の火星11型エンジンを搭載した。なお『世界の艦船 日本特務艦船史』ではH-1,H-2を合わせて「1号隼」型としている。
3,5,7,8号隼艇は昭興丸に搭載され横須賀からトラックへ輸送途中に、1943年11月28日小笠原西方にて同船が雷撃され沈没した為失われた。
H-35（27号隼型）
T-35型（乙型魚雷艇）の隼艇タイプ。同型艇は27号隼艇~32号隼艇・212号隼艇~217号隼艇。主機（エンジン）は魚雷艇用の71号6型エンジンを搭載し、速力は38ノットとなった。1944年（昭和19年）に横須賀と呉で建造されたがエンジン生産の遅れから12隻の建造に留まった。
H-38（10号隼型）
T-38型（乙型魚雷艇）の隼艇タイプ。同型艇は10号隼艇~26号隼艇・51号隼艇~73号隼艇・123号隼艇・124号隼艇・204号隼艇~211号隼艇。エンジンは金星41型を搭載し、1943年（昭和18年）から翌年にかけて各海軍工廠や松尾橋梁、田中車両（船体のみ）などで50隻が建造され、隼艇の主力となった。
H-40
『日本魚雷艇物語』の巻末表に記載有り。それによると航空機用の明星2型エンジンを2基搭載したT-37型（乙型魚雷艇）の隼艇タイプ。
H-61（101号隼型）
ガソリン入手の困難と被弾時の安全性から新潟鉄工所製51号10型ディーゼルエンジンを搭載したタイプ。速力17.5ノットと低速となったが主機の信頼性が増した。同型艇は33号隼艇~46号隼艇・101号隼艇~122号隼艇・218号隼艇~245号隼艇(237号隼艇以降は未成)。昭和19年から翌年にかけて64隻が呉で建造された。
H-63
『日本魚雷艇物語』の巻末表に記載有り。それによると63号V18型1,800馬力エンジン1基を搭載した試作艇。兵装なし。
74号隼型
H-38型（10号隼型）と似たタイプと推定されているが内容に不明な点が多い。同型艇は74号隼艇~100号隼艇・201号隼艇~203号隼艇。1944年（昭和19年）から翌年にかけて30隻が呉で建造されたが大半が1945年（昭和20年）2月に建造が取り止めとなった。

## 要目
『昭和造船史』を元に『日本魚雷艇物語』と『世界の艦船』で補完する。空白は文献にデータなし。**は文献によって違いがあるデータ。
| 艇型    | 計画 | 船体 | 排水量（トン） | 長さ(m) | 幅(m) | 深さ(m) | 吃水(m) | 機関                          | 出力（馬力） | 速力（ノット） | 航続距離（ノット-海里） | 機銃     | 爆雷   | 乗員 |
| ------- | ---- | ---- | -------------- | ------- | ----- | ------- | ------- | ----------------------------- | ------------ | -------------- | ----------------------- | -------- | ------ | ---- |
| 1号隼   | H-1  | 木   | 26             | 18.0    | 4.5   | 21.5    | 0.818   | イソッタ・フラスキー型x2      | 1,840        | 33.5           |                         | 20mmx2   | 爆雷x2 |      |
| 2号隼   | H-2  | 鋼   | 23.65          | 18.00   | 4.42  | 2.186   | 0.836   | 火星11型or10型x2              | 2,100        | 35.64**        | 36-140                  | 20mmx2** | 爆雷   | 7    |
| 27号隼  | H-35 | 木   | 25.0           | 18.0    | 4.3   | 2.0     | 0.742   | 艦本式71号6型x2               | 1,840        | 34**           |                         | 25mmx3   | 爆雷x4 |      |
| 10号隼  | H-38 | 鋼   | 24.80          | 18.0    | 4.3   | 2.0     | 0.734   | 金星41型空冷x2                | 1,400        | 27.0**         |                         | 25mmx3   | 爆雷x4 |      |
|         | H-40 | 鋼   | 24.9           | 18.0    | 4.3   | 2.0     | 0.734   | 明星2型空冷x2                 | 1,200        | 25.7           |                         | 25mmx3   | 爆雷x4 |      |
| 101号隼 | H-61 | 鋼   | 25.60          | 19.00   | 4.384 | 1.914   | 0.734   | 艦本式51号2式10型ディーゼルx2 | 600          | 17.5           |                         | 25mmx3   | 爆雷x4 | 7    |
|         | H-63 | 木   | 47.0           | 22.15   | 4.65  |         | 0.928   | 63号V18型x1                   | 1,800        | 23.5           |                         |          |        |      |
| 74号隼  |      |      | 25             | 18.30   | 4.30  |         | 0.70    | 金星41型空冷x2                | 1,400        | 27.5           |                         | 25mmx3   |        |      |

```
H-2は『日本魚雷艇物語』によると速力33.5ノット、機銃は20mmx2,7.7mmx2。
H-35の速力は『日本魚雷艇物語』による。『世界の艦船 日本海軍特務艦船史』によると速力38ノット。
H-38の速力は『日本魚雷艇物語』による。『世界の艦船 日本海軍特務艦船史』によると速力27.5ノット。
```